# オリエンタル写真学校
オリエンタル写真学校は、かつて東京都中野区に所在した写真学校である。
1919年（大正8年）に設立された日本最初の本格的な総合写真感光材料メーカー・オリエンタル写真工業によって、1929年（昭和4年）に創立された。当初の本校の目的は、写真界の全体的なレベルの向上と、自社製品への認知度を広めることを目的としたが、それに留まらず化学や芸術学といった領域にまで及ぶ教育カリキュラムが組まれ、写真家育成の総合的な教育機関として、幾多の写真家の育成に貢献した。
太平洋戦争中の空襲により、オリエンタル写真工業の社屋及び工場が焼失し、大打撃を受ける。本校も類焼し、廃校となった。

## 主な卒業生
- 植田正治（写真家）
- 菊池俊吉（報道写真家）
- 木下惠介（映画監督）
- 坂東正男（映画写真家）
- 林忠彦（写真家）
- 田村茂（写真家）
- 瑛九（杉田秀夫）（画家、版画作家）